# Задверняк, Дмитрий Иванович
Дмитрий Иванович Задверняк (род. 24 февраля 1950) — советский борец классического стиля, чемпион и призёр чемпионатов СССР, мастер спорта СССР международного класса (1974). Увлёкся борьбой в 1971 году. В 1972 году выполнил норматив мастера спорта СССР. Участвовал в восьми чемпионатах СССР (1972—1979). Победитель международных турниров.

## Спортивные результаты
- Чемпионат СССР по классической борьбе 1974 года — ;
- Чемпионат СССР по классической борьбе 1976 года — ;
- Чемпионат СССР по классической борьбе 1978 года — ;